# Gaetano Baluffi
Gaetano Baluffi, italijanski rimskokatoliški duhovnik, škof in kardinal, * 29. marec 1788, Ancona, † 11. november 1866.

## Življenjepis
9. marca 1811 je prejel duhovniško posvečenje.
29. julija 1833 je bil imenovan za škofa Bagnoregia; škofovsko posvečenje je prejel 18. avgusta istega leta.
9. septembra 1836 je bil imenovan za apostolskega internuncija v Kolumbiji. 
27. januarja 1842 je bil imenovan za nadškofa Camerina. 21. aprila 1845 je bil imenovan za naslovnega nadškofa Perge; naslednji dan je postal tajnik znotraj Rimske kurije.
21. septembra 1846 je postal nadškof (osebni naziv) škofije Imola. 21. decembra istega leta je bil povzdignjen v kardinala in imenovan za kardinal-duhovnika Ss. Marcellino e Pietro.